# Brunflo socken
Brunflo socken i Jämtland är sedan 1971 en del av Östersunds kommun och motsvarar från 2016 Brunflo distrikt.
Socknens areal är 282,57 kvadratkilometer, varav 253,14 land. År 2000 fanns här 11 709 invånare. Östersundsförorten Torvalla, tätorterna Ope och Optand samt tätorten och kyrkbyn Brunflo med sockenkyrkan Brunflo kyrka ligger i socknen. 

## Administrativ historik
Brunflo socken har medeltida ursprung. 
Vid kommunreformen 1862 överfördes ansvaret för de kyrkliga frågorna till Brunflo församling och för de borgerliga frågorna till Brunflo landskommun. Landskommunen utökades 1952 och uppgick 1971 i Östersunds kommun.
1 januari 2016 inrättades distriktet Brunflo, med samma omfattning som församlingen hade 1999/2000.
Socknen har tillhört fögderier, tingslag och domsagor enligt vad som beskrivs i artikeln Jämtland. De indelta soldaterna tillhörde Jämtlands fältjägarregemente och Jämtlands hästjägarkår.

## Geografi
Brunflo socken ligger närmast sydost om Östersund vid östra sidan av Storsjöns Brunflovik. Socknen har odlingsbygd vid sjön och omges i söder och öster av kuperad skogsbygd med höjder som når 434 meter över havet.
Brunflo socken genomkorsas av europaväg 14, europaväg 45, Inlandsbanan samt mittbanan Sundsvall - Östersund - Storlien.
Gusta stenmuseum och Gusta stenhuggeri ligger i socknen med den för Brunfloområdet speciella Gustastenen.

### Geografisk avgränsning

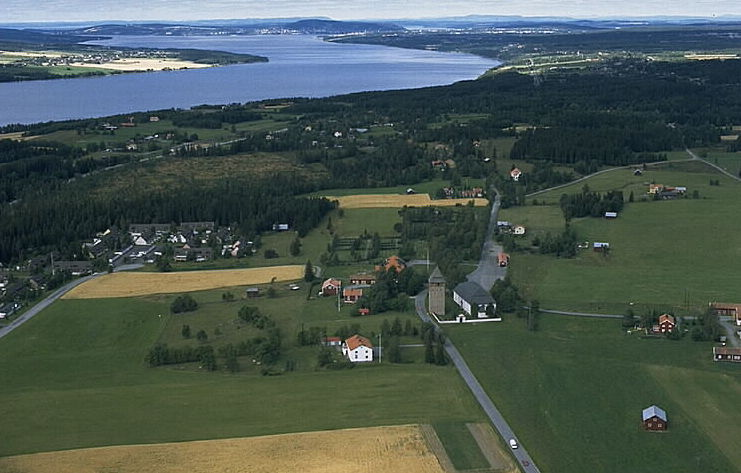
Flygbild över Brunflo från 1996 med kyrkan i centrum.

Brunflo socken gränsar i söder mot Lockne socken, i sydost och ost mot Sundsjö socken i Bräcke kommun, i nordost och norr mot Kyrkås socken, i nordväst mot Östersunds församling och i väster mot Marieby socken.
Socknen avgränsas i nordväst av Östersunds församling. Mitt i Brunfloviken utanför Torvalla ligger "tresockenmötet" Brunflo-Marieby-Östersund. Församlingsgränsen går från Brunfloviken via Fäbodleden och trafikplatsen vid E14 mot nordost förbi Gräfsåsen till Kolumyren där "tresockenmötet" Brunflo-Östersund-Kyrkås ligger.
Bland Östersunds sydöstra "förorter" ligger Torvalla, Fjällmon, Skogsmon och Ängsmon inom denna nordvästra del av Brunflo socken. Mellan E14 och Brunfloviken ligger även Ope och Optand. Optands flygplats ligger strax öster om europavägen.
Från Kolumyren går gränsen mellan Brunflo och Kyrkås socken mot sydost genom myrmarkerna via Skavåsen fram till byn Lundkälen, som ligger i socknen. I denna trakt ligger två små enklaver av Marieby respektive Lockne socknar Öster om dessa enklaver sticker Brunflo socken upp i ett kilformat område. Här rinner Singån som, några kilometer före dess utflöde i sjön Ismunden (281 m ö.h.), utgör gräns mellan Brunflo och Sundsjö socken. Långtjärnen och Bjärmtjärnhöjden ligger i denna del av Brunflo socken. "Tresockenmötet" Brunflo-Kyrkås-Sundsjö ligger vid Singåns mynning i Ismunden.
På Ismundens nordöstra strand har Brunflo socken en liten enklav på cirka 10 km². Här ligger gården Kullen samt Stålnäshöjden med före detta Kläppebodarna. Denna enklav gränsar i nordost mot Lits socken. Gränsen mot Lit går från Södra Lagmanstjärnen i Lagmansbäcken genom Baksjön (307 m ö.h.) och i Baksjöbäcken till Stugusjön, som är en vik av Ismunden och ligger cirka 3 km söder om byn Lillsjöhögen i Lits socken.
I öster gränsar huvuddelen av Brunflo socken mot Sundsjö socken och Bräcke kommun. I denna östra del ligger (norrifrån räknat) byarna Storåsen, Järpnäset, Singsjön samt Singsjöbölde. Singsjön (360 m ö.h.) är största sjö. I tjärnen Svarttjärnen viker gränsen mot väster fram till Allmänningstjärnen. Här ligger "tresockenmötet" Brunflo-Sundsjö-Lockne. Gränsen mot Lockne socken går via Flintskallberget fram till Hållstasjön invid E14. Socknens sydligaste punkt ligger i Bjärtbäcken strax nedströms Bjärtbäcktjärnen. Byarna Djuriken, Åkern, Linehäll samt Österböle ligger invid E14. Gränsen mot Lockne går från Hållstasjön via "E14-bron" till Bölessjön. Gränsen går sedan upp till Svarttjärnen, därefter åter, korsar Hornsjön, genom byn Slåtte och sedan fram till Biskopslund mellan Brunflo samhälle och Haxäng (i Lockne). Här går gränsen endast någon kilometer sydväst om Brunflo tätort och ut till Brunfloviken. Den löper därefter rakt västerut och innesluter byarna Sörviken och Solberg i Brunflo socken. Socknens västligaste punkt ligger i en "spets" strax öster om byn Löfsåsen (i Lockne). Gränsen går åter rakt mot Brunfloviken och faller ut i denna mellan Solberg och Vålbacken (i Lockne). Mitt ute i Brunfloviken viker gränsen tvärt mot nordväst fram till "tresockenpunkten" Brunflo-Lockne-Marieby, som ligger mitt i viken mellan Överbyn (i Marieby) och Grytan (på Brunflosidan).
Gränsen mellan Brunflo socken och Marieby socken går mitt i Brunfloviken på en sträcka av cirka 7 km fram till "tresockenpunkten" Brunflo-Marieby-Östersund (jämför ovan).

### Några byar
- Bodal
- Fjällmon
- Grytan
- Gusta
- Hälle
- Lunne
- Ope
- Optand
- Singsjön
- Skogsmon
- Solberg
- Sörviken
- Torvalla
- Vamsta
- Åkre
- Österböle

## Fornlämningar
Inom Brunflo socken har man bevarat omkring 80 gravhögar från järnåldern. Vidare finns i förvar på museum fynd från ytterligare cirka 15 högar, vilka inte har kunnat bevaras på grund av bland annat bebyggelse. I skogsmarkerna finns omkring 70 fångstgropar. Invid Brunflo kyrka finns en kastal från 1100-talet. Den är unik såtillvida att den är en av de få bevarade i Sverige, och den fungerar nu som klocktorn. Pilgrimsleden mellan Selånger och Nidaros passerade Brunflo.

## Namnet
Namnet (1344 Brunflo) innehåller förleden brunn i betydelsen 'naturlig källa' och efterleden flo, 'mosse'. Syftningen kan vara flon runt St Olofskällan 500 meter från kyrkan eller på kyrkplatsen som är en torrlagd sankmark.

## Befolkningsutveckling
| Befolkningsutvecklingen i Brunflo socken 1750–1990                                                       | Befolkningsutvecklingen i Brunflo socken 1750–1990 | Befolkningsutvecklingen i Brunflo socken 1750–1990 | Befolkningsutvecklingen i Brunflo socken 1750–1990 | Befolkningsutvecklingen i Brunflo socken 1750–1990 |
| --- | -------------------------------------------------- | -------------------------------------------------- | -------------------------------------------------- | -------------------------------------------------- |
| |                                                    |                                                    |                                                    |                                                    |
| År |                                                    |                                                    | Folkmängd                                          |                                                    |
| 1750 | 1750                                               |                                                    | 703                                                |                                                    |
| 1760 | 1760                                               |                                                    | 837                                                |                                                    |
| 1769 | 1769                                               |                                                    | 778                                                |                                                    |
| 1780 | 1780                                               |                                                    | 1 004                                              |                                                    |
| 1810 | 1810                                               |                                                    | 1 055                                              |                                                    |
| 1820 | 1820                                               |                                                    | 1 104                                              |                                                    |
| 1830 | 1830                                               |                                                    | 1 260                                              |                                                    |
| 1840 | 1840                                               |                                                    | 1 332                                              |                                                    |
| 1850 | 1850                                               |                                                    | 1 522                                              |                                                    |
| 1860 | 1860                                               |                                                    | 1 704                                              |                                                    |
| 1870 | 1870                                               |                                                    | 1 940                                              |                                                    |
| 1880 | 1880                                               |                                                    | 2 301                                              |                                                    |
| 1890 | 1890                                               |                                                    | 2 839                                              |                                                    |
| 1900 | 1900                                               |                                                    | 3 473                                              |                                                    |
| 1910 | 1910                                               |                                                    | 4 487                                              |                                                    |
| 1920 | 1920                                               |                                                    | 2 564                                              |                                                    |
| 1930 | 1930                                               |                                                    | 2 515                                              |                                                    |
| 1940 | 1940                                               |                                                    | 2 714                                              |                                                    |
| 1950 | 1950                                               |                                                    | 3 292                                              |                                                    |
| 1960 | 1960                                               |                                                    | 3 511                                              |                                                    |
| 1970 | 1970                                               |                                                    | 4 284                                              |                                                    |
| 1980 | 1980                                               |                                                    | 6 406                                              |                                                    |
| 1990 | 1990                                               |                                                    | 11 710                                             |                                                    |
| Anm: Källor: Umeå universitet - Tabellverket 1749-1859, Demografiska databasen, CEDAR, Umeå universitet. |                                                    |                                                    |                                                    |                                                    |